# Basantpur Saitli
Basantpur Saitli es  una ciudad censal situada en el distrito de Ghaziabad en el estado de Uttar Pradesh (India). Su población es de 5563 habitantes (2011). Se encuentra a 31 km de Nueva Delhi.

## Demografía
Según el  censo de 2011 la población de Basantpur Saitli era de 5563 habitantes, de los cuales 2993 eran hombres y 2570 eran mujeres. Basantpur Saitli tiene una tasa media de alfabetización del 81,56%, superior a la media estatal del 67,68%: la alfabetización masculina es del 89,92%, y la alfabetización femenina del 72,03%.